# Fodina obliterata
Fodina obliterata är en fjärilsart som beskrevs av Embrik Strand 1919. Fodina obliterata ingår i släktet Fodina och familjen nattflyn. Inga underarter finns listade i Catalogue of Life.